# 柏崎信用金庫
柏崎信用金庫（かしわざきしんようきんこ　英語：Kashiwazaki Shinkin Bank）は、新潟県柏崎市に本店を置く信用金庫である。

## 沿革
- 1924年1月7日 - 有限責任柏崎信用組合として設立。
- 1934年4月20日 - 保証責任柏崎信用組合に改組。
- 1945年7月24日 - 市街地信用組合法により柏崎信用組合に改組。
- 1950年4月1日 - 中小企業等協同組合法による柏崎信用組合に改組。
- 1951年12月10日 - 信用金庫法により柏崎信用金庫に改組。
- 2021年9月21日 - この日から磁気の影響を受けにくい新しい通帳（Hi-Co通帳）を取扱開始した(Hi-Co通帳に対応していない信用金庫ATMではHi-Co通帳は使えない。)[1]。